# Lauren Boyle
Lauren Marie Boyle (Auckland, 15 dicembre 1987) è un'ex nuotatrice neozelandese.

## Carriera
Fortemente specializzata nello stile libero e nelle staffette, in carriera ha vinto diverse medaglie in campo continentale e internazionale sia in vasca lunga che in vasca corta. Spiccano, su tutte, i due argenti e i tre bronzi vinti ai campionati mondiali di Barcellona 2013 e Kazan' 2015.
Campionessa mondiale degli 800m stile libero in vasca corta, ha detenuto, sempre sui 25m, il record mondiale dei 1500m stile libero, con il tempo di 15'22"68.
Ha altresì rappresentato la Nuova Zelanda in tre edizioni delle Olimpiadi (2008, 2012 e 2018) senza, però, mai riuscire nemmeno a disputare una finale, né in singolo né in staffetta. Ha annunciato il ritiro, a 29 anni d'età, il 1º dicembre 2017, a seguito del ripetersi di diversi problemi alla spalla.

## Palmarès
- Mondiali

Barcellona 2013: bronzo nei 400m sl, negli 800m sl e nei 1500m sl.
Kazan' 2015: argento negli 800m sl e nei 1500m sl.
- Mondiali in vasca corta:

Istanbul 2012: oro negli 800m sl e bronzo nei 400m sl.
- Giochi PanPacifici

Gold Coast 2014: argento negli 800m sl e nei 1500m sl e bronzo nei 400m sl.
- Giochi del Commonwealth

Melbourne 2006: bronzo nella 4x200m sl.
Delhi 2010: argento nella 4x200m sl.
Glasgow 2014: oro nei 400m sl e argento negli 800m sl.
- Universiadi

Shenzhen 2011: oro nei 400m sl e negli 800m sl, argento nei 200m sl e nella 4x200m sl e bronzo nei 1500m sl.